# جواو سوسا
جواو سوسا (بالبرتغالية: João Sousa‏) (ولد في 30 مارس 1989، في غيماريش, البرتغال). هو لاعب كرة مضرب محترف.

## روابط خارجية
- جواو سوسا على موقع IMDb (الإنجليزية)

- جواو سوسا على موقع رابطة محترفي التنس (الإنجليزية)
- جواو سوسا على موقع الاتحاد الدولي لكرة المضرب (الإنجليزية)
- جواو سوسا على موقع كأس ديفيز (الإنجليزية)
- جواو سوسا على موقع بطولة ويمبلدون (الإنجليزية)
- جواو سوسا على موقع خلاصة التنس.كوم (الإنجليزية)
- جواو سوسا على موقع اللجنة الأولمبية الدولية (الإنجليزية)
- جواو سوسا على موقع أوليمبيديا (الإنجليزية)
- Sousa Recent Match Results
- Sousa World Ranking History